# 朴炳善
朴炳善 （韓語：박병선，1928年—2011年11月22日），法籍韩裔历史学家，1972年于法国国家图书馆最早发现了世界最古老的金属活字本《直指心体要节》的存在，并对法国国立图书馆所收藏的《外奎章阁仪轨》进行了多年研究，在促成这批图书回归韩国中发挥了关键作用。

## 生平
日本殖民朝鲜时期出生于首尔。毕业于进明女子高中和首尔大学历史教育系。1955年赴法国留学，这是韩国第一位获得留学签证的女性。她在巴黎大学(索邦大学)获得了历史学博士学位，并在法国高等教育院获得宗教学博士学位。1967年因东柏林事件加入法国国籍。1967年开始担任法国国家图书馆馆员，同年在众多图书馆藏品中发现《直指心体要节》。此后，于1972年在巴黎举行的“世界图书年纪念图书展”上，证明了《直指心体要节》是世界上现存最早的一本用金属活字印刷的书籍，比《古腾堡圣经》要早了78年，引起了世界学术界的关注，并获得了国际认可。1975年，她在法国国家图书馆凡尔赛分馆仓库发现了1866年时被掠夺的图书《外奎章阁仪轨》，并对韩国媒体公布。对此，法国国家图书馆以泄露秘密为由，强迫她辞职。此后的十多年里，她以个人身份出入图书馆，整理了外奎章阁仪轨的内容，制定了返还的框架。最终，2011年6月，韩国租赁的形式从法国政府手中收回了297本《外奎章阁仪轨》。因其对发现和返还珍贵文化遗产的贡献，于2007年荣获韩国国民勋章冬柏章、2011年国民勋章牡丹章。她终生未婚，因罹患直肠癌，于2011年11月22日在法国巴黎去世。